# Heinz Imboden
Heinz Imboden (4 stycznia 1962 w Bleienbach) – szwajcarski kolarz szosowy, srebrny medalista mistrzostw świata.

## Kariera
Największy sukces w karierze Heinz Imboden osiągnął w 1983 roku, kiedy wspólnie z Othmarem Häfligerem, Danielem Hegglim i Benno Wissem zdobył srebrny medal w drużynowej jeździe na czas na mistrzostwach świata w Altenrhein. Był to jednak jedyny medal wywalczony przez niego na międzynarodowej imprezie tej rangi. Na tych samych mistrzostwach zajął też 37. miejsce w wyścigu ze startu wspólnego amatorów. Jako zawodowiec najlepszy wynik osiągnął podczas mistrzostw świata w Stuttgarcie w 1991 roku, gdzie był dziewiętnasty ze startu wspólnego. Ponadto w 1986 roku wygrał Grand Prix Guillaume Tell i był drugi w Grand Prix Pino Cerami, w 1987 roku był trzeci w Tour of Ireland, w 1991 roku był trzeci Milk Race, w 1993 roku zajął drugie miejsce w Tour Méditerranéen, a dwa lata później był najlepszy w Giro del Trentino. Czterokrotnie startował w Giro d’Italia, najlepszy wynik osiągając w 1995 roku, kiedy zajął ósme miejsce w klasyfikacji generalnej. Rok później wystartował w Tour de France, ale nie ukończył rywalizacji. W 1984 roku wystartował w wyścigu ze startu wspólnego na igrzyskach olimpijskich w Los Angeles, ale także go nie ukończył. W 1996 roku zakończył karierę.